# Morychus aeneus
Morychus aeneus – gatunek chrząszcza z rodziny otrupkowatych i podrodziny Byrrhinae.

## Taksonomia
Gatunek ten opisany został po raz pierwszy w 1775 roku przez Johana Christiana Fabriciusa jako Byrrhus aeneus. W nowym rodzaju Morychus umieszczony został w 1847 roku przez Wilhelma Ferdinanda Erichsona.

## Wygląd

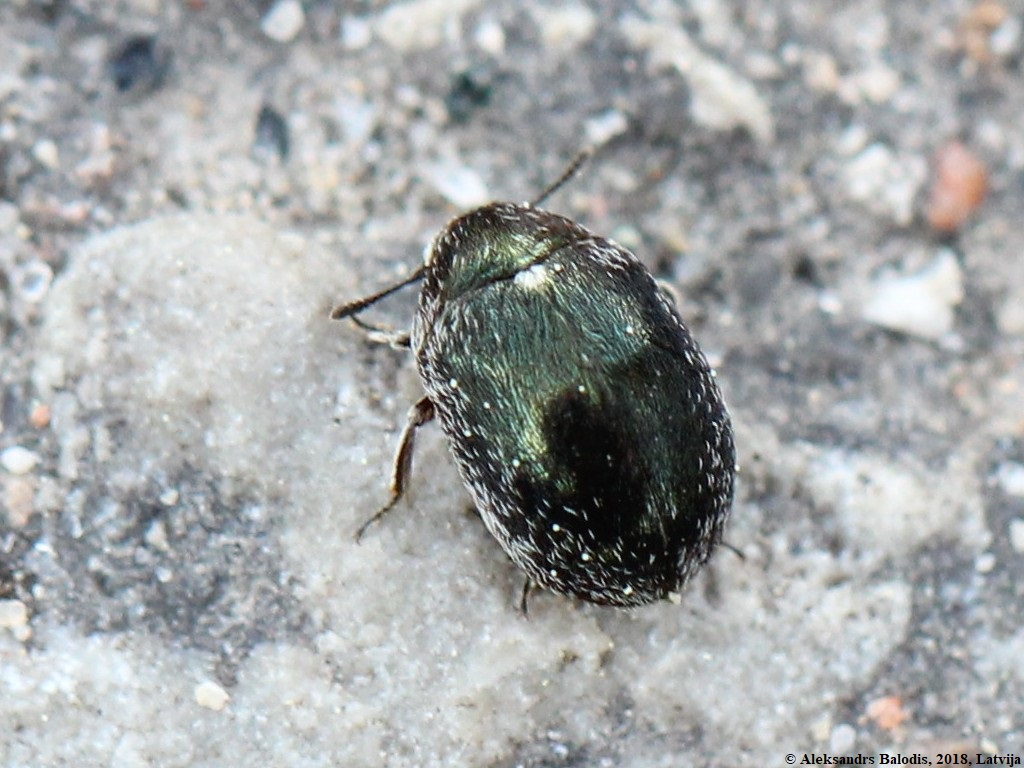
Imago.

Chrząszcz o owalnym, wydłużonym, mocno wypukłym ciele długości od 3,2 do 4,8 mm. Ubarwienie wierzchu ciała odznacza się zwykle metalicznym połyskiem, jednak jest słabo widoczne ze względu na gęste owłosienie; włosy na tarczce są bardzo gęsto rozmieszczone i mają kolor biały do bladożółtego, wskutek czego wyraźnie kontrastują z owłosieniem reszty wierzchu ciała. Głowa pozbawiona jest szwu czołowo-nadustkowego oraz listewki na przednim brzegu. Punkty na pokrywach są wyraźne, duże i głębokie. Owłosienie pokryw jest rzadsze niż tarczki. Odnóża są krótkie i spłaszczone, a przednia ich para ma na stronach wewnętrznych goleni rowki, w które chować mogą się stopy. Szerokości ud i goleni są prawie takie same.

## Ekologia i występowanie
Owad rozsiedlony od nizin po strefę subalpejską i alpejską w górach. Zamieszkuje głównie stanowiska o podłożu piaszczystym. Często spotykany jest pod kamieniami i wśród mchów, znajdującymi się na pobrzeżach wód oraz w napływkach.
Jest gatunkiem palearktycznym. W Europie stwierdzony został w północnej Hiszpanii, Irlandii, Wielkiej Brytanii, Francji, Belgii, Holandii, Niemczech, Danii, Szwecji, Norwegii, Finlandii, Estonii, Łotwie, Litwie, Austrii, Włoszech, Polsce, Czechach, Słowacji, na Węgrzech, w Chorwacji, Bośni i Hercegowinie, Rumunii i Rosji. W Azji znany jest z Syberii, sięgając na wschód do Zabajkala, oraz z Tybetu.